# Гарленд, Гэмлин
Гэмлин (Хэмлин) Гарленд (англ. Hannibal Hamlin Garland; 1860 — 1940) — американский писатель-романист, поэт и эссеист. Лауреат Пулитцеровской премии 1922 года.
Известен своими произведениями о фермерах Среднего Запада США. Автор трилогии о жизни на Среднем Западе — «Сын Среднего Запада» − «A Son of the Middle Border», 1917; «Дочь Среднего Запада» − «A Daughter of the Middle Border», 1921; «Разведчики со Среднего Запада» − «Back-trailers from the Middle Border», 1928. Интересно, что Гарленд был автором названия художественной группы из штата Индиана — Hoosier Group.

## Биография

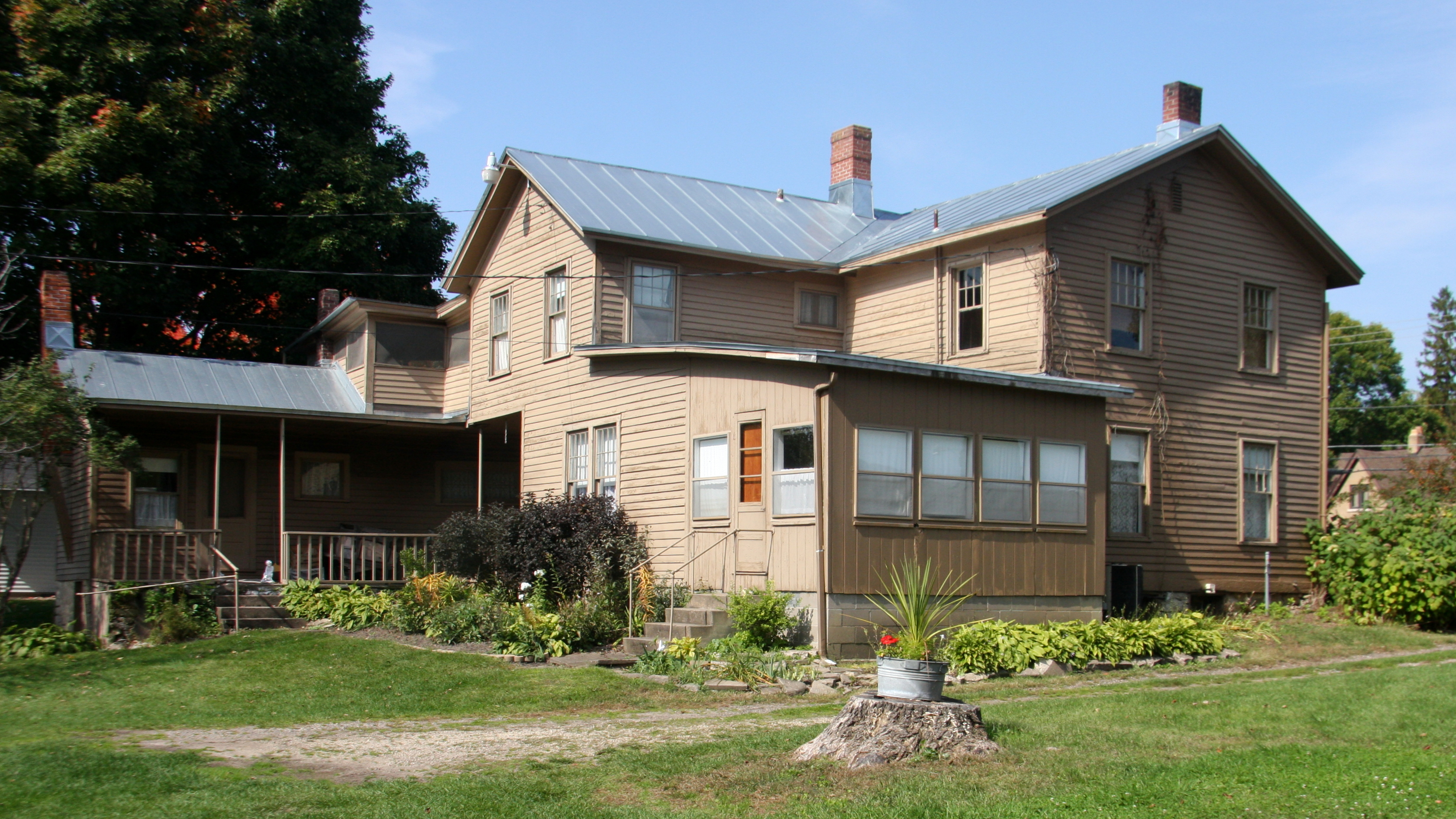
Дом Гэмлина Гарленда

Родился 14 сентября 1860 года на ферме недалеко от города Уэст-Сейлем, штат Висконсин. Был вторым из четырех детей Ричарда Гарленда (англ. Richard Garland) и Шарлотты Изабель Макклинток (англ. Charlotte Isabelle McClintock) и честь Ганнибала Гэмлина — американского политика, вице-президента США Авраама Линкольна.
На протяжении своей молодости жил на различных фермах Среднего Запада, пока в 1884 году не осел в Бостоне, штат Массачусетс, где начал свою писательскую карьеру. Много времени проводил в Бостонской публичной библиотеке, зачитываясь трудами Генри Джорджа. Под влиянием некоторых его романов в 1898 году Гарленд отправился в Юкон, чтобы лично засвидетельствовать Золотую лихорадку, которая вдохновила искателей золота и приключений. Жил в местечках Айовы — от Osage до St. Ansgar. Многие его работы были основаны на увиденном там. Вернувшись в Иллинойс, он женился на Zulime Taft — сестре скульптора Лорадо Тафта, и начал работать в качестве преподавателя и лектора. Писал романы, рассказы и очерки. В 1917 году опубликовал автобиографию A Son of the Middle Border, имевшую успех. В 1922 году он был удостоен Пулитцеровской премии. Гэмлин Гарленд стал довольно известным писателем ещё при жизни, имел много друзей в литературных кругах. В 1918 году он был избран в Американскую академия искусств и литературы.
После переезда в 1929 году в Голливуд, штат Калифорния, он посвятил оставшиеся годы жизни исследованию психических явлений и парапсихологии, которые начал еще в 1891 году.
Умер 4 марта 1940 года в Голливуде, штате Калифорния. Похоронен на родине на кладбище Neshonoc Cemetery. Имел двоих детей:
- Mary Isabel Garland Lord (1903-1988,
- Constance Garland Doyle (1907-1988).

Его дом в West Salem входит в Национальный реестр исторических мест США.